# Куарто

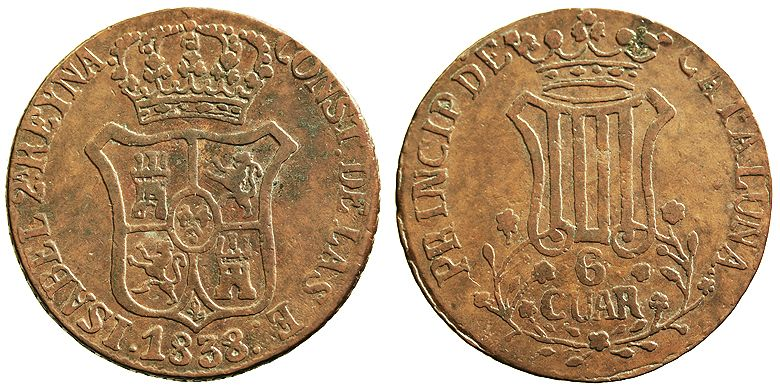
6-куартовая монета Изабеллы II отчеканена в Барселоне в 1838 году

Куа́рто, ква́рто (исп. cuarto, кат. и англ. quarto) — старинная испанская мелкая монета из меди (с очень небольшим добавлением серебра). 1 куарто стоило 4 мараведи. Один реал равнялся 8½ куарто.